# Кетская письменность
Кетская письменность — письменность, используемая для записи кетского языка. Письменность для кетского языка первые была создана в 1934 году на основе латинской графики, но распространения не получила. В 1980-е годы воссоздана на кириллической графической основе.

## Латиница
Первая фиксация кетского языкового материала в виде списков слов относится к началу XVIII века (труды Мессершмидта). Позднее списки слов и небольшие словари публиковались Страленбергом, Палласом и Клапротом. В середине XIX века появилась первая грамматика кетского языка, составленная Кастреном (Versuch einer jenissei-ostjakischen und kottischen Sprachlehre nebst Wörterverzeichnissen aus den genannten Sprachen. Spb., 1858). Однако до начала 1930-х годов собственной письменности кетский язык не имел.
На рубеже 1920-х и 1930-х годов в СССР шёл процесс создания письменностей для бесписьменных народов страны. Для языков народов Севера был составлен «единый северный алфавит» на латинской графической основе. По первоначальному плану, кетский алфавит должен был включать следующие знаки: A a, B в, D d, E e, Ə ə, Æ æ, F f, G g, H h, Ꜧ ꜧ, I i, Ь ь, J j, K k, L l, Ļ ļ, M m, N n, Ņ ņ, Ŋ ŋ, O o, P p, Q q, R r, S s, Ș ș, T t, Ț ț, U u, W w. В отличие от других языков народов Севера, латинизированный алфавит для которых вошёл в употребление в 1932—1933 годах, первое издание на кетском языке — букварь, составленный Н. К. Каргером — появилось только в 1934 году. Алфавит этого букваря имел следующий вид (запятые под буквами Ļ ļ, Ņ ņ, Ș ș обозначали палатализацию):
| А а | Ā ā | Æ æ | B в | C c | D d | E e | Ē ē | Ә ә | F f | G g | H h | Ꜧ ꜧ |
| I i | Ī ī | J j | K k | L l | Ļ ļ | M m | N n | Ņ ņ | Ŋ ŋ | O o | Ō ō | P p |
| Q q | R r | S s | Ș ș | T t | U u | Ū ū | V v | Z z | Ƶ ƶ | Ь ь |     |     |

Букварь был написан на среднекетском диалекте. Это издание осталось единственным в тот период, других книг на кетском латинизированном алфавите издано не было. В 1937 году алфавиты народов Севера были переведены на кириллическую основу, но среди новых алфавитов кетский отсутствовал.

## Кириллица
В 1950-е годы отмечалось, что несмотря на отсутствие официальной письменности некоторые кеты использовали русский алфавит для записи своего языка. В начале 1960-х годов началось активное изучение кетского языка; в трудах, посвящённых ему, использовалась научная транскрипция, как на основе латинского, так и кириллического алфавитов.
В феврале 1980 года вышло постановление ЦК КПСС и Совета министров СССР «О мерах по дальнейшему экономическому и социальному развитию районов проживания народностей Севера». В рамках реализации положений этого постановления Институтом языкознания АН СССР к октябрю того же года был подготовлен проект кетского алфавита на кириллической основе (автор — Е. А. Крейнович). Проект алфавита имел следующий вид: А а, Б б, В в, Г г, Ғ ғ, Ӷ ӷ, Гг гг, Д д, Е е, И и, Й й, К к, Ӄ ӄ, Л л, М м, Н н, Ӈ ӈ, О о, Ɔ ɔ, П п, Р р, С с, Т т, У у, Һ һ, Х х, Э э, Ы ы, Ъ ъ, Ё ё, Ю ю, Я я, Ь ь, ’.
В 1981 году М. Н. Валлом и Г. К. Вернером был составлен альтернативный проект кетского алфавита, содержавший следующие знаки: А а, Б б, В в, Г г, Г’ г’, Д д, Е е, Ё ё, Ё̄ ё̄, И и, Й й, К к, К’ к’, ʔ, Л л, М м, Н н, Н’ н’, О о, Ō ō, П п, Р р, С с, Т т, У у, Х х, Х’ х’, Ъ ъ, Ъ̈ ъ̈, Ъ̄ ъ̄, Ъ̈̄ ъ̈̄, Ы ы, Ӹ ӹ, Э э, Ю ю, Я я. Буква ʔ обозначала гортанную смычку; буквы А а, Э э, О о, Ō ō, У у, Ъ ъ, Ъ̄ ъ̄, Ы ы обозначали фонемы /a/, /ɛ/, /ɔ/, /o/, /u/, /ʌ/, /ə/, /ɨ/, а буквы Я я, Е е, Ё ё, Ё̄ ё̄, Ю ю, Ъ̈ ъ̈, Ъ̈̄ ъ̈̄ Ӹ ӹ их же после мягкого согласного.
В 1988 году доработанный проект кетского кириллического алфавита был официально утверждён и на нём вышла первая книга (Г. К. Вернер, Г. Х. Николаева. Экспериментальный букварь на кетском языке. Красноярск: «Сибирь», 1988). За ней в 1990-е — 2000-е годы последовали и другие учебные издания. Сфера образования остаётся единственной сферой, где регулярно употребляется кетская письменность. В других сферах её применение крайне ограничено: имеется одно издание художественной литературы («Песнь о моём брате» — «Аб бисебдан и’ль», 1999 год Архивная копия от 27 июля 2019 на Wayback Machine) и спорадические попытки публикации статей на кетском языке в туруханской районной газете «Маяк Севера» (2000-е годы). В основу формирующегося литературного языка положен южнокетский диалект.
В настоящее время кетский алфавит имеет следующий вид (приведён с фонетическим значением букв):
| А а /a/, /ä/ | Б б /b/       | В в /v/       | Г г /g/, /ɣ/ | Ӷ ӷ /ɢ/, /ʀ/  | Д д /d/   | Е е /e/, /ɛ/  | Ё ё /ə/, /jɔ/ | Ж ж ž              | З з /z/ |
| И и /i/      | Й й /j/       | К к /k/       | Ӄ ӄ /q/      | Л л /l/, /lˈ/ | М м /m/   | Н н /n/, /nˈ/ | Ӈ ӈ /ŋ/       | О о /ɔ/            | Ө ө /o/ |
| П п /p/      | Р р /r/, /rˈ/ | С с /s/, /sˈ/ | Т т /t/      | У у /u/       | Ф ф /f/   | Х х /h/, /x/  | Ц ц /c/       | Ч ч /č/            | Ш ш /š/ |
| Щ щ /šˈ/     | Ъ ъ /ʌ/       | Ә ә /ə/       | Ы ы /ɨ/      | Ь ь палат.    | ’ ларинг. | Э э /ɛ/       | Ю ю /u/, /ju/ | Я я /ja/, /a/, /ä/ |         |

В учебной литературе отдельно выделяются буквы а’ ё’ и’ о’ у’ ъ’ ы’ э’ ю’ я’ аа ии оо уу ъъ ыы ээ. Удвоенные гласные буквы показывают долготу звука. Буквы Ж ж, З з, Ф ф, Ц ц, Ч ч, Ш ш, Щ щ встречаются только в заимствованиях.